# Adol'f Solomonovič Bergunker
Adol'f Solomonovič Bergunker (Sinferopoli, 21 settembre 1906 – 1º gennaio 1989) è stato un regista cinematografico sovietico.

## Filmografia (parziale)

### Regista
- Ostrov Bezymjannyj (1946)
- Sledy na snegu (1955)
- Rjadom s nami (1957)
- Otcy i deti (1958)
- Mjatežnaja zastava (1967)
- Doroga na Rjubecal' (1971)
- Dver' bez zamka (1973)
- Devočka, chočeš' snimat'sja v kino? (1977)
- Babuškin vnuk (1979)